# Naturlig strömningshastighet
Naturlig medelhastighet är inom kanalströmningen den teoretiska medelhastighet som erhålls med Mannings formel utifrån rådande flöde och bottenlutning samt det naturliga vattendjupet. 

## Förväxlingsrisk
Den naturliga medelhastigheten (vn) ska inte förväxlas med den verkliga medelhastigheten (v) som råder i ett vattendrag, öppet dike eller en kanal. Det är bara i en bestämmande sektion som den verkliga medelhastigheten överensstämmer med den naturliga medelhastigheten (v = vn).